# Saratoga Springs (Nueva York)
Saratoga Springs, fundada en 1915, es una ciudad ubicada en el condado de Saratoga en el estado estadounidense de Nueva York. En 2006 tenía una población de 28.499 habitantes y una densidad poblacional de 379 personas por km².

## Geografía
Según la Oficina del Censo, la ciudad tiene un área total de 75,2 km² (29,0 mi²), de la cual 73,6 km² (28,4 mi²) es tierra y 1,6 km² (0,6 mi²) (2.17%) es agua.

## Demografía
Según la Oficina del Censo en 2000 los ingresos medios por hogar en la localidad eran de $45,130, y los ingresos medios por familia eran $59,281. Los hombres tenían unos ingresos medios de $39,573 frente a los $29,439 para las mujeres. La renta per cápita para la localidad era de $26,250. Alrededor del 8.8% de la población estaban por debajo del umbral de pobreza.

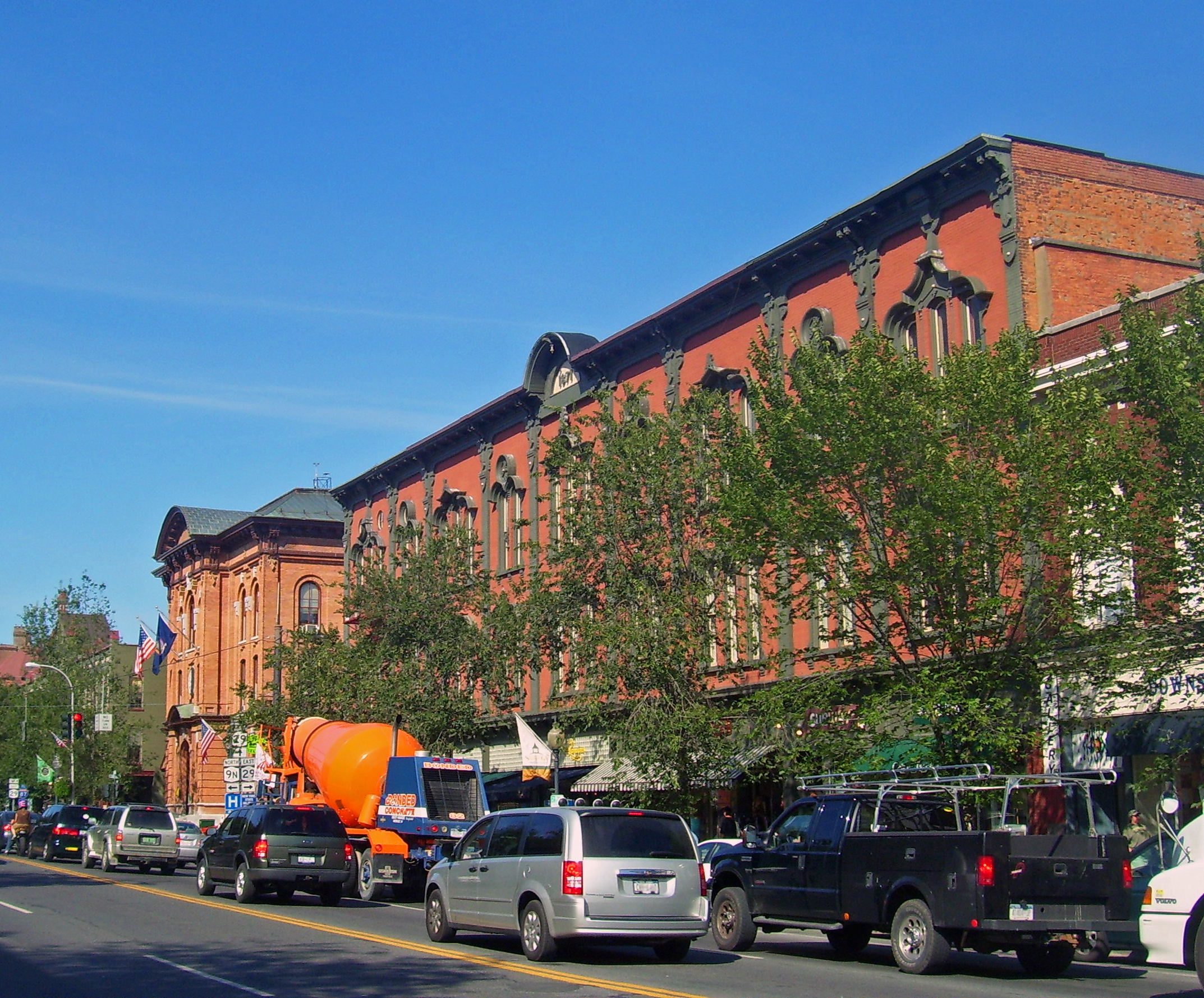
Distrito histórico de Broadway en el centro de Saratoga Springs.

## Ciudades hermanadas
- Vichy, Francia
- Chéjov, Rusia